# Londa Schiebinger

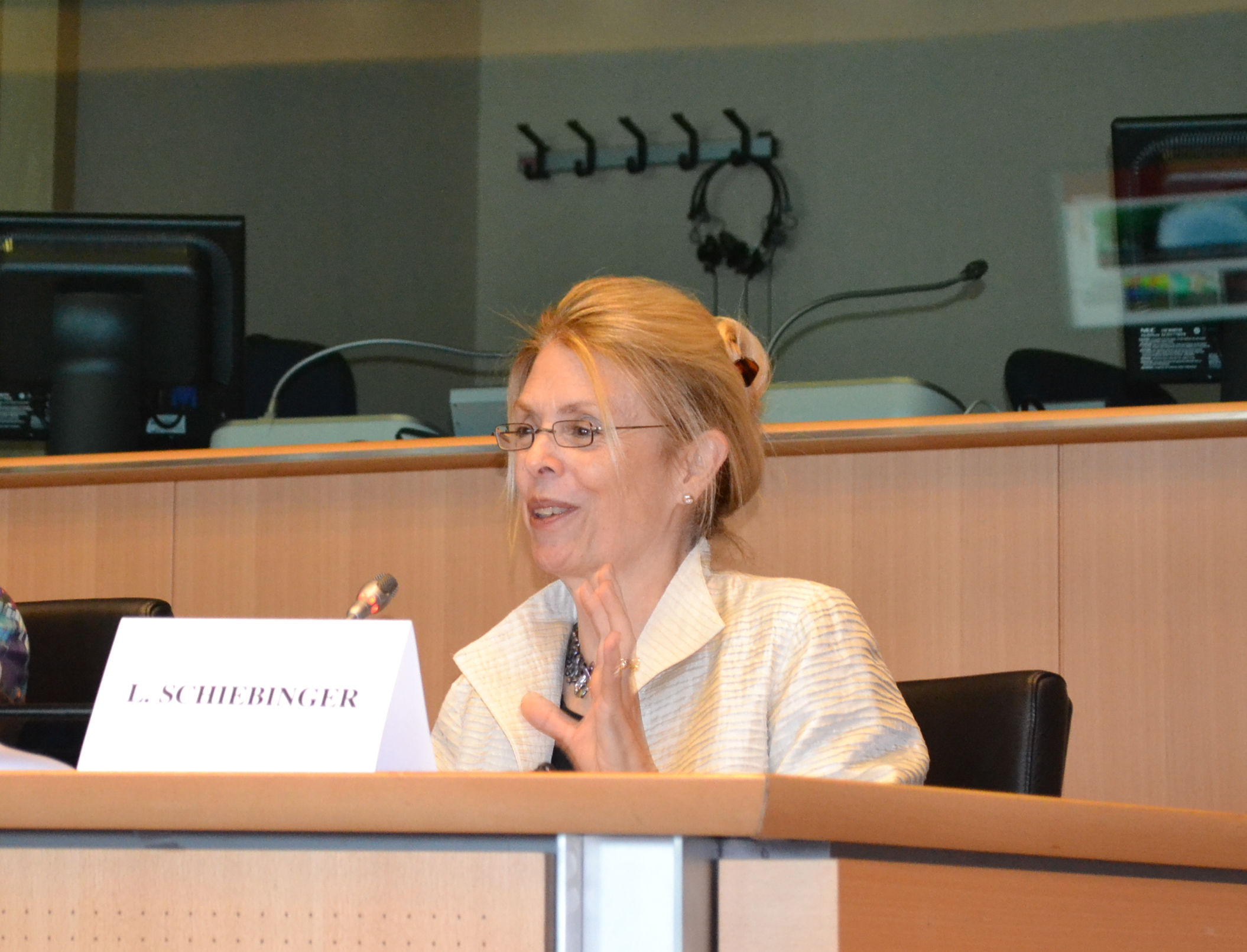
Londa Schiebinger tijdens een presentatie van het Gendered Innovations Project in het Europees Parlement.

Londa Schiebinger (13 mei 1952) is een Amerikaanse wetenschapshistorica, werkzaam aan de Stanford-universiteit. Haar werk is toonaangevend op het vlak van gender en wetenschap. Ze behaalde haar PhD aan de Harvard-universiteit in 1984. In 2005 en 2006 was ze gasthoogleraar genderstudies aan de Rijksuniversiteit Groningen.
In haar werk focust ze vooral op de rol van gender binnen wetenschapsgeschiedenis en de hedendaagse wetenschappelijke instituties. Ze pleit voor meer oog voor de rol die gender kan spelen binnen wetenschappelijk onderzoek. Volgens haar is het probleem drievoudig: allereerst moeten er meer vrouwelijke wetenschappers in de academische wereld doordringen; ten tweede moeten ook de instituties worden aangepast om genderneutraal te zijn; en ten slotte moet ook de kennis zelf bijgestuurd worden omdat het vaak vertrekt van een impliciete mannelijke standaard.
Meer vrouwen in wetenschappelijke vakgebieden krijgen zorgt bijvoorbeeld, volgens Schiebinger, voor nieuwe perspectieven op wetenschappelijke problemen. Zo worden vele experimenten in de biomedische sector vaak enkel op mannelijke testpersonen toegepast, waardoor eventuele afwijkende patronen bij vrouwen niet of te laat worden opgemerkt.

## Boeken
- Women and Gender in Science and Technology, 4 vols. (Londen: Routledge, 2014).
- Gendered Innovations: How Gender Analysis Contributes to Research, ed. with Ineke Klinge (Luxemburg: Publications Office of the European Union, 2013).
- Dual-Career Academic Couples: What Universities Need to Know, Londa L. Schiebinger, Andrea Davies Henderson, Shannon K. Gilmartin, Stanford University, 2008, ISBN 978-0-9817746-0-2
- Gendered Innovations in Science and Engineering, geredigeerd door Londa Schiebinger. Stanford University Press, 2008 ISBN 978-0-8047-5814-7
- Agnotology: The Making and Unmaking of Ignorance, geredigeerd door Robert N. Proctor, Londa Schiebinger. Stanford University Press 2008, ISBN 978-0-8047-5652-5
- Plants and Empire: Colonial Bioprospecting in the Atlantic World, Harvard University Press. 2004, ISBN 978-0-674-01487-9
- Colonial Botany: Science, Commerce, and Politics, edited by Londa Schiebinger, Claudia Swan (University of Pennsylvania Press) 2004.
- Nature's Body: Gender in the Making of Modern Science Beacon Press, 1993, ISBN 978-0-8070-8900-2; New Brunswick: Rutgers University Press, 2004 ISBN 978-0-8135-3531-9
- Feminism in Twentieth-Century Science, Technology, and Medicine, geredigeerd door Angela Creager, Elizabeth Lunbeck en Londa Schiebinger, University of Chicago Press, 2001, ISBN 978-0-226-12024-9
- Oxford Companion to the Body, geredigeerd door Colin Blakemore en Sheila Jennett; Section editors Alan Cuthbert, Roy Porter, Tom Sears, Londa Schiebinger en Tilli Tansey (Oxford University Press)  2001.
- Feminism and the Body, geredigeerd door Londa Schiebinger, Oxford University Press, 2000, ISBN 978-0-19-873191-7
- Has Feminism Changed Science?, Cambridge: Harvard University Press 2001, ISBN 978-0-674-00544-0
- Women in the Origins of Modern Science, Cambridge: Harvard University Press, 1989, ISBN 978-0-674-57623-0; Harvard University Press, 1991, ISBN 978-0-674-57625-4